# Variável Mira

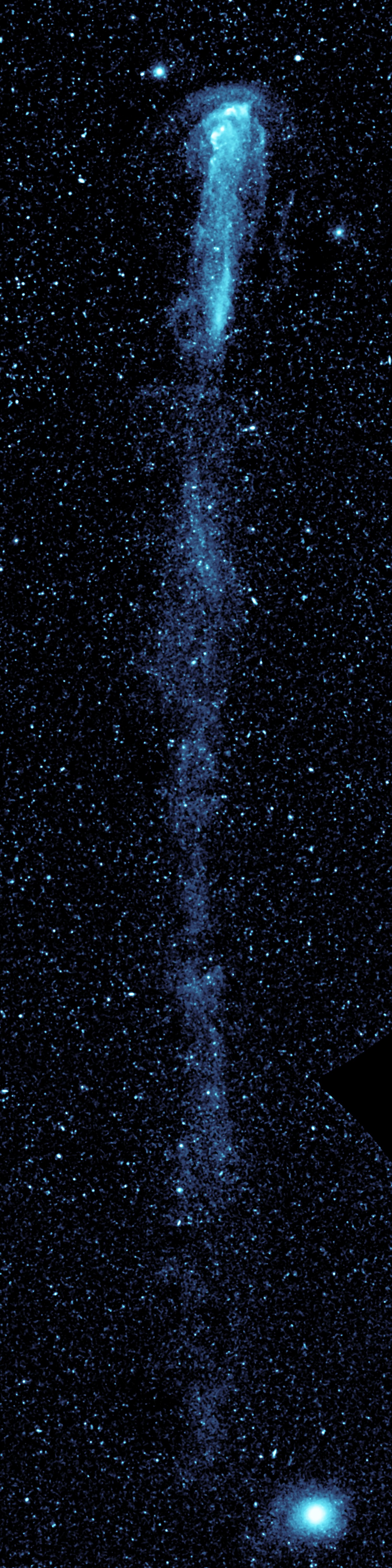
Imagem de Mira em luz ultravioleta, na qual pode-se observar o rastro deixado pela estrela.

Uma estrela variável Mira - nome dado em referência à estrela Mira - pertence a uma classe de estrelas variáveis pulsantes caracterizadas por uma coloração de vermelho intenso, períodos de pulsação maiores que 100 dias, e amplitudes de luz maiores que uma magnitude.  Essas estrelas são classificadas como gigantes vermelhas nos estágios tardios da evolução estelar (o ramo gigante assimptótico), fase em que as camadas mais externas são expelidas na forma de nebulosas planetárias, tornando-se anãs brancas dentro de poucos milhões de anos.
Acredita-se que as variáveis Mira sejam estrelas cuja massa seja menor que duas massas solares, mas podem ser milhares de vezes mais luminosas que o Sol, devido aos seus envelopes vastos e distendidos. Uma explicação para a pulsação dessas estrelas é a de que os pulsos são provocados pela expansão e contração da estrela como um todo. Isso ocasiona uma mudança na temperatura, assim como no raio - dois fatores que causam variações na luminosidade. O período de pulsação é a função da massa e do raio de uma estrela. Os primeiros modelos das estrelas variáveis Mira pressupunham que a estrela permanecia esféricamente simétrica durante este processo (isso se deve em grande parte a uma tentativa de manter a simplicidade dos modelos computacionais, ao invés de seguir uma razão física). Uma pesquisa recente das estrelas variáveis Mira descobriu que 75% dessas etrelas que poderiam ser descritas utilizando-se o telescópio IOTA não são simetricamente esféricas, um resultado que é consistente com imagens individuais  anteriores das estrelas variáveis Mira, fato que agora demanda medelos tridimensionais mais realísticos das variáveis Mira nos supercomputadores.
Apesar de muitas variáveis Mira compartilharem similaridades no comportamento e na estrutura, elas constituem uma classe heterogênea de variáveis devido às diferenças na idade, massa, modo de pulsação, e composição química. Por exemplo, várias dessas estrelas, como a R Leporis, possuem espectros dominados pelo carbono, sugerindo que o material do núcleo da estrela fora transportado para a superfície. Este material muitas vezes forma nuvens de poeira ao redor da estrela, o que também contribui para a diminuição e aumento periódico do brilho.  Algumas poucas variáveis Mira são célebres por serem fontes naturais de maser.
Uma pequena porção das variáveis Mira parece apresentar mudanças em seus períodos ao longo do tempo - o período aumenta ou diminui consideravelmente (até um fator de três) num decorrer de tempo, que varia de algumas décadas a alguns séculos. Acredita-se que este fenômeno seja causado por pulsos termais, onde uma camada de hélio próxima ao núcleo da estrela temporariamente se torna quente e densa o bastante para provocar a fusão nuclear. Este processo modifica a estrutura de uma estrela, o que se manifesta como uma mudança no período. É previsto que este processo ocorra em todas as variáveis Mira, mas o período de duração relativamente curto dos pulsos termais (poucos milhares de anos) durante a progressão da estrela no ramo gigante assimptótico (alguns milhões de anos), implica que a mudança no período só pode ser observada em poucas estrelas variáveis Mira conhecidas, possivelmente em R Hydrae. Todavia, a maioria das variáveis Mira exibe mudanças cíclicas sutis em seus períodos, provavelmente causadas pelo comportamento não-linear no envelope estelar, o que inclui os desvios da simetria esférica nessas estrelas. 
As variáveis Mira são populares alvos de observações para astrônomos amadores interessados em observações de estrelas variáveis, devido às dramaticas mudanças no brilho dessas estrelas.  Algumas variáveis Mira (incluindo a própria Mira) possuem registros de observações confiáveis que se estendem por mais de um século.